# ハイ・スパンキー
ハイ・スパンキーとは、渡辺プロダクションからデビューした、スクールメイツ出身の男性アイドルグループ。日本テレビの『プラチナゴールデンショー』に、フォーリーブスと共にレギュラーとして出演する中、1971年3月10日に『ともだち　c/w　思い出は薔薇のように』というシングルでレコードデビューした。

## メンバー
- 山崎淳一 （リーダー、愛称：ジュン）
- 橋本タイジ （本名：橋本泰治）
- 五島薫 （本名：五島純一。山崎淳一と名前が被る為に芸名を付けた）
- 遠藤いさお
本名：遠藤五佐緒。漢字が難しい為に平仮名の芸名にした。愛称：チャオ。後にジャニーズ事務所にスタッフとして入社し、THE GOOD-BYEのマネージャーなどをするようになった。

## 主な出演番組
- プラチナゴールデンショー（日本テレビ） レギュラー
- 全国テキに歌ァ!（日本テレビ）アシスタント

## ディスコグラフィ

### シングル
- ともだち　c/w　思い出は薔薇のように （1971年3月10日）
- リンゴの樹の下で　c/w　何かいいこと起こるから （1971年8月）